# After Forever
After Forever est un groupe de metal symphonique néerlandais. Il est formé en 1995 et dissous le 5 février 2009. Il est l'un des groupes majeurs du genre aux côtés de Nightwish, Within Temptation, Epica et d'autres. Leur style musical comprend également des éléments de metal progressif.

## Biographie
Le groupe est initialement formé en 1995, aux Pays-Bas, sous le nom Apocalypse, par deux guitaristes/chanteurs de metal : Mark Jansen et Sander Gommans. Ce projet, qui sera plus tard appelé After Forever, ne se concrétise vraiment qu'en 1997 avec le recrutement d'une chanteuse classique du nom de Floor Jansen. À l'époque, l'équipe ne s'appelle pas encore After Forever. Ils publient un premier album studio, Prison of Desire en 2000, après deux démos enregistrées en 1999. L'album est bien accueilli par la presse spécialisée,.
Cet album connaît un vrai succès aux Pays-Bas, pays qui voit naître de nombreux groupes de « metal à voix féminines » (The Gathering, Within Temptation, Epica), mais aussi dans le reste de l'Europe. Fort de ce succès, After Forever enregistre un deuxième album du nom de Decipher en 2001, considéré par beaucoup de fans comme le meilleur du groupe. S'ensuit alors une période de tension entre les musiciens qui ont des visions différentes de l'avenir. En 2002, le cofondateur Mark Jansen quitte After Forever et crée Epica avec la chanteuse Simone Simons. Le groupe fait alors évoluer son style et produit en 2003 un EP intitulé Exordium, suivi en 2004 par l'album-concept Invisible Circles, qui connaît un énorme succès dans le monde entier (24e des classements néerlandais).
En 2005, After Forever signe un nouvel album : Remagine qui, selon les membres du groupe, « repousse encore plus loin leurs limites musicales ». Avec cet album, les Néerlandais veulent s'écarter de la scène gothique actuelle et conquérir un nouveau public en lançant leur propre style,. Le 3 mars 2006, le groupe annonce qu'il quitte le label Transmission Records à cause de graves lacunes dans leur promotion, en particulier le fait que le label leur refuse un DVD attendu pourtant avec impatience par de nombreux fans. Le groupe, après avoir rejoint Nuclear Blast, sort en 2007 un nouvel album nommé After Forever dans un style plus heavy metal traditionnel (débuté avec Remagine).
En 2009, le groupe annonce sa séparation. Floor Jansen forme un groupe appelé ReVamp, et est depuis 2013 la chanteuse de Nightwish, remplaçant d’abord temporairement puis totalement Anette Olzon.

## Membres

### Derniers membres
- Floor Jansen – chant (1997-2009)
- Sander Gommans – guitare, chant guttural (1995-2009)
- Bas Maas – guitare, chant (2002-2009)
- Luuk van Gerven – basse (1995-2009)
- Andre Borgman – batterie (2000-2009)
- Joost van den Broek – claviers (2004-2009)

### Anciens membres
- Mark Jansen – guitare, chant guttural (1995-2002)
- Joep Beckers – batterie (1995-2000)
- Jack Driessen – claviers (1995-2000)
- Lando van Gil – claviers (2000-2004)

## Discographie

### Albums studio
- 2000 : Prison of Desire
- 2001 :  Decipher
- 2004 : Invisible Circles
- 2005 : Remagine
- 2007 : After Forever

### Compilations
- 2006 : Mea Culpa